# Бени (департман)
Департман Бени (шп. Beni),  један је од девет департмана Вишенационалне Државе Боливије. Департман се налази на северу државе и граничи се са Бразилом. Покрива укупну површину од 213.564 км ² и има  445.234 становника (2010). 
Клима у овом департману је тропска и влажна, а вегетација се састоји већином од кишних шума и травнатих степа. Подручје департмана је богато језерима и рекама. Главне привредне активности су пољопривреда, шумарство и сточарство.
Највећи град и административни центар департмана је Тринидад.

## Галерија
- Саване у Бенију
- Бенијска капибара у природном станишту